# Ivan Tverdovski
Ivan Ivanovitch Tverdovski (en russe : Иван Иванович Твердовский), né le 29 décembre 1988, à Moscou est un réalisateur, scénariste, opérateur, peintre russe. Il a été lauréat du Festival international du film de Karlovy Vary en 2014.

## Biographie
Ivan Tverdovski est le fils du réalisateur et documentaliste Ivan Sergueïevitch Tverdovski.
En 2011 il termine ses études à l' Institut national de la cinématographie (sa maîtrise en réalisation expérimentale est réalisée sous la direction d' Alekseï Outchitel).
Depuis 2012, il est organisateur du programme de court métrage au sein du Festival international du film de Moscou.
Il est membre et aussi lauréat de festivals internationaux russes, parmi lesquels les prix de cinéma dans le domaine documentaire et de séries télévisées:  Rameau de Laurier (Lavrovaia vetv), le Festival Message To Man, le Festival de cinéma Russie et d'autres encore.
Il est actif dans le domaine de la peinture à l'École d'aquarelle Sergueï Andriak.
En long métrage, il débute avec son film Classe à part (Класс коррекции).
En 2014, lors du 25e festival Kinotavr à Sotchi ce film reçoit deux prix: celui du jury des distributeurs et le prix du meilleur film de débutant. Ce film a également reçu le premier prix du Festival international du film de Karlovy Vary pour le cinéma À l'Est de l'Ouest qui est très important pour les cinéastes de l'Est .
Ce film a encore reçu d'autres prix lors de festivals russes et internationaux divers comme au Festival du cinéma russe à Honfleur 2014.
En 2015, Tverdovski est membre du jury de À l'Est de l'Ouest lors du 50e anniversaire du festival de Karlovy Vary et aussi du jury du concours de court métrage du festival Kinotavr.
En 2016, lors du 27e festival Kinotavr, il reçoit le prix de la Guilde des critiques de cinéma russe et le prix Slon pour son film Zoologie.
Son film Jumpman (Подбросы) est sélectionné en compétition officielle au festival Kinotavr 2018 où il remporte le Prix de la meilleure actrice pour Anna Slyu et le prix de la meilleure photographie, puis au Festival international du film de Karlovy Vary 2018 où il reçoit une mention spéciale du jury, et enfin au Arras Film Festival 2018 où il remporte l'Atlas d'or du meilleur film. Il est présenté sous le titre Casse-cou lors de la semaine du cinéma russe à Paris en novembre 2018. Il remporte également le Prix du Meilleur scénario (Prix François Chalais) lors du Festival du cinéma russe à Honfleur en novembre 2018.

## Filmographie

### Réalisateur
- 2007 : Sacred Ditch (Святая канавка)
- 2008 : In Active Search (В активном поиске)
- 2009 : Comme dans l'attente d'un autobus (Словно жду автобуса) (moyen métrage documentaire)
- 2010 : Points douloureux (Болевые точки) (moyen métrage documentaire)
- 2011 : Neige (Снег) (court métrage)
- 2012 : Pianisme (Пианизм) (documentaire)
- 2013 : Extase de chien (Собачий кайф) (moyen métrage documentaire)
- 2014 : Classe à part (Класс коррекции)
- 2016 : Zoologie (Зоология)
- 2018 : L'Insensible (Подбросы)
- 2020 : Conférence (Конференция)
- 2022 : L'Inondation (ru) (Наводнение)
- 2023 : Crises de panique (Панические атаки)

### Scénariste
- 2009 : Comme dans l'attente d'un autobus (Словно жду автобуса)
- 2010 : Points douloureux (Болевые точки)
- 2013 : Extase de chien (Собачий кайф (фильм))
- 2014 : Classe à part

### Opérateur
- 2009 : Comme dans l'attente d'un autobus (Словно жду автобуса)
- 2010 : Points douloureux (Болевые точки)

### Peintre
- 2009 — Comme dans l'attente d'un autobus (Словно жду автобуса)

## Citations de presse
« Для меня важно, чтобы было чудо. Что в наш мир является ангел в чьем-то обличье, испытывает какие-то очень простые чувства и желания, и это делает его сильнее. У каждого из нас есть какие-то неприятные истории, которые были и о которых мы теперь вспоминаем... Это неприятно — но если бы этих историй не было, то мы были бы другими, да? »
— interview d'Ivan Tverdovski pour Ogoniok par Andreï Arkahngelski

« Pour moi, ce qui est important c'est le miracle. Que dans notre monde apparaisse un ange sous la forme d'une personne et l'on éprouve des sentiments et des désirs très simples mais qui nous rendent fort. Chacun de nous a des histoires peu agréables dont il se souvient... Ce n'est pas agréable mais si nous ne les avions pas connues, nous serions différents… »
« Мы должны поднимать важные вопросы в обществе, пытаться найти какой-то ответ. Кто-то считает это конъюнктурой — сначала он снимает про детей, которые себя душат, потом про инвалидов, сейчас про ДТП — но мне кажется, это правильно. Если хотя бы в одном человеке что-то изменится после просмотра фильма, это уже очень круто. Тем более, что мы не плакаты-агитки делаем, а говорим о довольно тонких вещах, которые всех объединяют. »
— Interview de la revue Profil

« Nous devons soulever des questions importantes dans la société, essayer de trouver des réponses. Si l'on considère cela comme des situations occasionnelles — de filmer des enfants qui s'étouffent, puis des moins valides, puis encore des accidents de la route — cela me semble correct. Mais si, ne fut-ce qu'un seul spectateur, change quelque chose dans sa vision, après avoir vu le film, cela me semble déjà très bien. De plus, nous ne faisons pas de propagande d'agitation, nous parlons de sujets plutôt sensibles qui réunissent tout le monde »

## Récompenses

### Classe à part
- Kinotavr 2014 : Prix du meilleur premier film[9].
- Festival du cinéma russe à Honfleur 2014 : Prix du meilleur film, prix du meilleur scénario et prix du public[3].

### Zoologie
- Kinotavr 2016 : Prix de la meilleure actrice pour Natalia Pavlenkova[10].
- Festival international du film de Karlovy Vary 2016 : Prix spécial du jury[11].

### L'Insensible
- Kinotavr 2018 : Prix de la meilleure actrice pour Anna Slyu pour son rôle et Prix de la meilleure photographie pour Denis Alarkon-Ramire[12].
- Festival international du film de Karlovy Vary 2018 : Mention spéciale du jury[13].
- Arras Film Festival 2018 : Atlas d'or du meilleur film.
- Festival du cinéma russe à Honfleur 2018 : Prix Meilleur scénario (Prix François Chalais)[14]